# Authentique (album)
Pour les articles homonymes, voir Authentique.
 (avril 2017).
Si vous disposez d'ouvrages ou d'articles de référence ou si vous connaissez des sites web de qualité traitant du thème abordé ici, merci de compléter l'article en donnant les références utiles à sa vérifiabilité et en les liant à la section « Notes et références ».
Albums de Renée Martel
Cadeau
(1984) Chantons Noël
(1995)
Authentique est le quatorzième album studio de la chanteuse et auteure-compositrice country québécoise Renée Martel. Sorti en 1992, cet album contient des pièces écrites par Guy Trépanier et est enregistré au Studio Concept (studio de Billy Szwalowski).
L'année de sa sortie, l'album est en nomination au Gala de l'ADISQ.
Comme Réflexions, en 1975, il est constitué de chansons entièrement composées par la chanteuse.
La chanson Je reviens se vend à 35 000 exemplaires.

## Liste des titres
Toute la musique est composée par Renée Martel.
| 1.    | Je reviens                    | 3:19 |
| 2.    | Laisse-moi te dire            | 3:23 |
| 3.    | Amour secret                  | 3:34 |
| 4.    | J'm'ennuie de toi             | 3:08 |
| 5.    | Ton cheval blanc              | 3:05 |
| 6.    | Je t'aime un point c'est tout | 3:14 |
| 7.    | Le goût de te retrouver       | 2:51 |
| 8.    | Seule                         | 4:19 |
| 9.    | Ne m'oublie pas               | 3:13 |
| 10.   | Ma chanson d'amour            | 4:09 |
| 34:15 |                               |      |

Note
- Référence Les Productions Guy Cloutier : PGC-CD-923 (CD), PGC-4-923 (cassette)

## Crédits

### Musiciens
- Claviers, piano : Serge Essiambre
- Guitares : Alain Cavallo, Donald Meunier, Jean-Luc Lampron
- Pedal steel guitar : Alain Cavallo
- Harmonica : Guy Bélanger
- Percussions : Michel Dupire
- Basse : Jean-Guy Chapados
- Accordéon : Daniel Barbe
- Batterie : Dominique Chapados
- Chœurs : Gaétan Essiambre, Estelle Esse, Renée Martel, Serge Essiambre

### Équipes technique et Production
- Production : Les Productions Guy Cloutier inc.
- Directrice de production : Danielle Bernard
- Coordonnatrice de production : Carol Ryan
- Programmation et arrangements : Serge Essiambre et Guy Trépanier
- Réalisation : Guy Trépanier assisté de Serge Essiambre
- Ingénierie : Billy Szwalowski et Bruno Ruffolo
- Mixage : Billy Szwalowski
- Assistant au mixage : Bruno Ruffolo
- Conception et réalisation graphique : Boyer Lachance Design inc., Montréal
- Photographie : André Panneton